# Lucasius hirtus
Lucasius hirtus är en kräftdjursart som beskrevs av Gustave Aubert och Dollfus 1890. Lucasius hirtus ingår i släktet Lucasius och familjen Porcellionidae. Inga underarter finns listade i Catalogue of Life.